# Hudson Motor Car Company
Hudson Motor Car Co. foi uma marca e fabricante de automóveis norte-americana ativa de 1909 até 1954, quando houve a fusão com a Nash Motors para a American Motors Corporation.

## Modelos
- Hudson Hornet
- Hudson Pacemaker

## Galeria

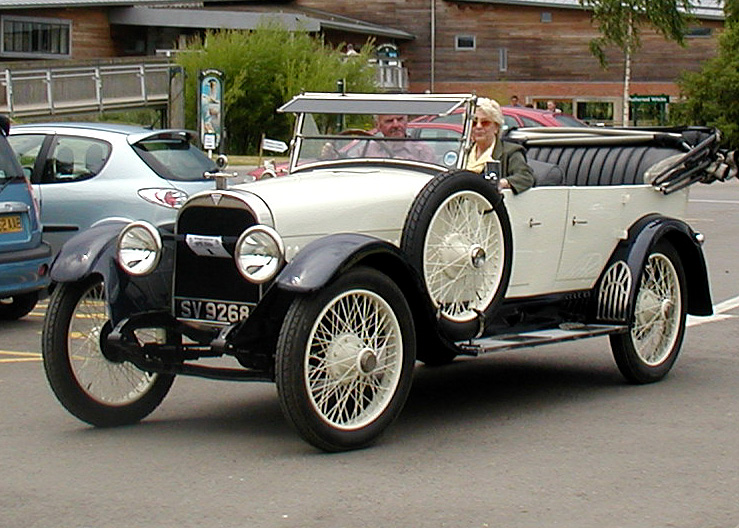
Hudson Super Six Serie J Phaeton (1917)
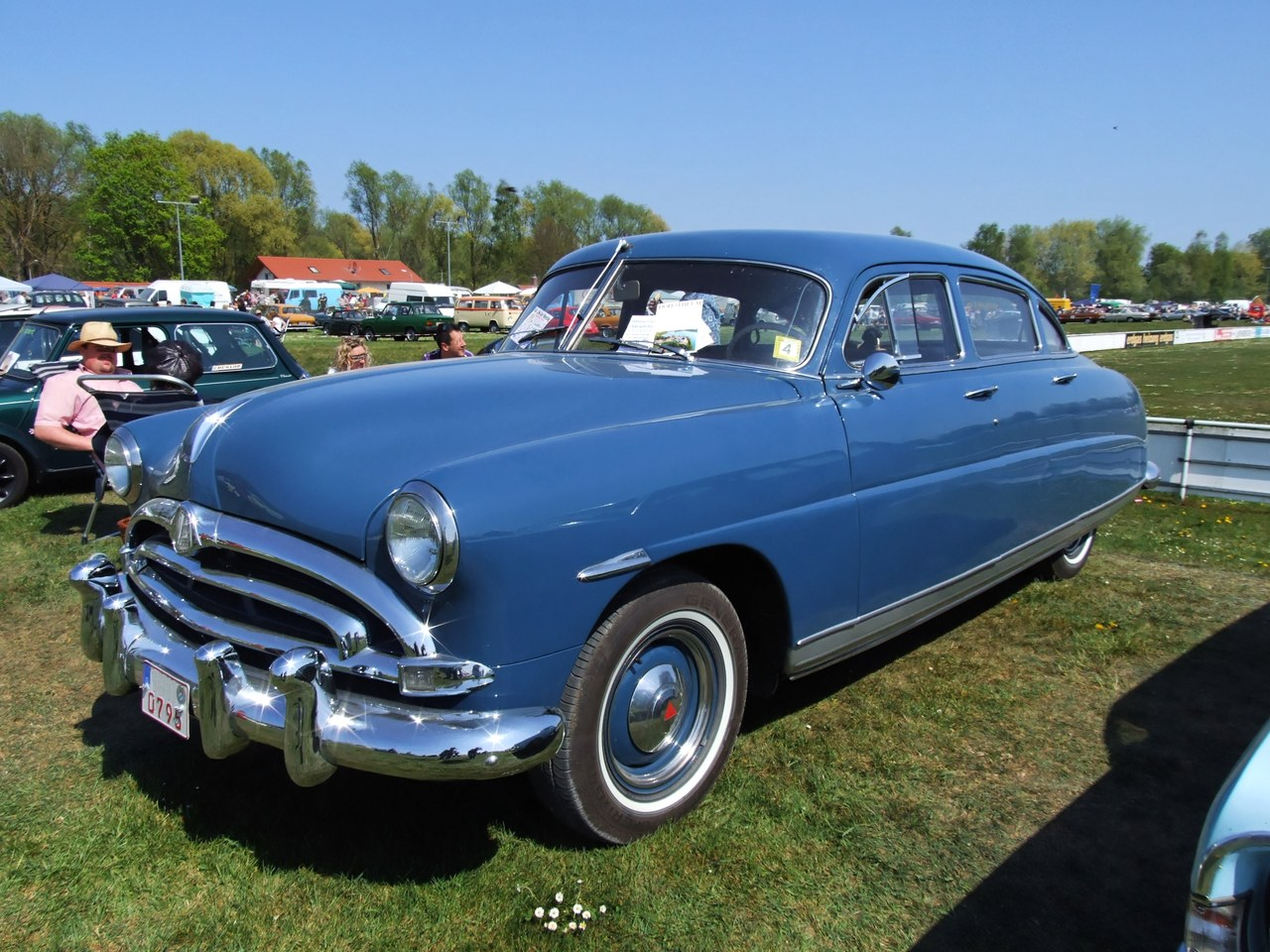
Hudson Pacemaker (1952)
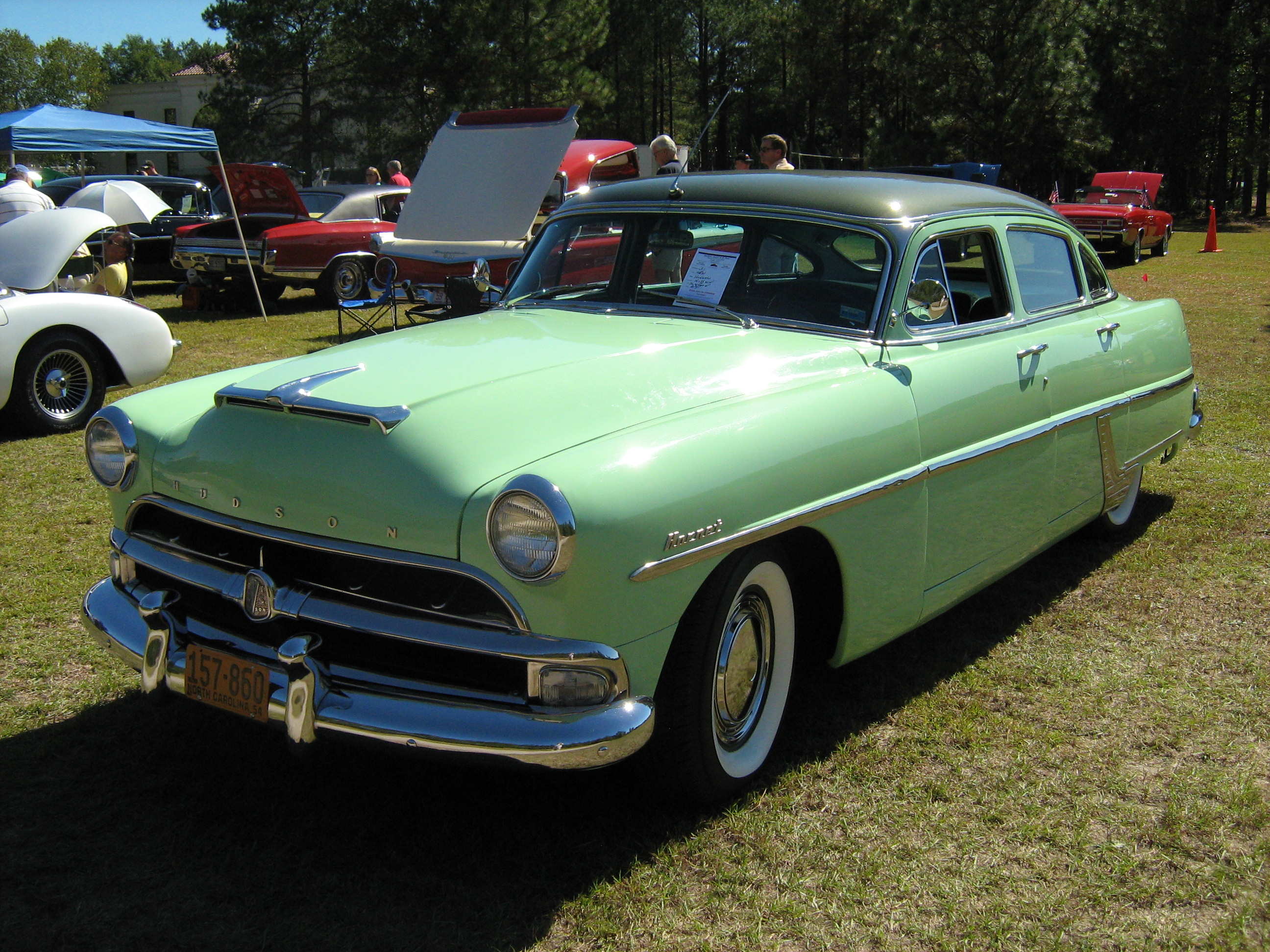
Hudson Hornet (twin H) modelo 1954